# Col Moteng
Le col Moteng est un col de montagne routier au Lesotho septentrional. Il est l'un des deux cols permettant de relier la ville de Butha-Buthe avec la ville diamantaire de Mokhotlong. L'autre col est le col Mahlasela.
Le col est fermé pendant une partie de l'hiver en raison des fréquentes chutes de neige. Les dernières pentes des 7,9 kilomètres d'ascension sont rendues très dangereuses par les plaques de verglas en cette saison.